# 合歡芝麻蝸牛
合歡芝麻蝸牛（学名：Diplommatina torokkuensis）为芝麻蝸牛科芝麻蝸牛屬下的一个种。該物種主要分佈於臺灣中部，例如南投縣翠峰、靜觀。該物種的學名來自模式標本的來源地合歡山。